# Tomuya
Tomuya（トムヤ）はパリで活動している日本の歌手である。旧芸名は遠藤トム也。

## 経歴
東京都生まれ。能と俳句を学び、1960年代後半にアヴァンギャルドな舞台活動を始めた。最初はロックバンドのヴォーカル。その後、ソロ活動を始めた。東京では銀巴里を皮切りにいろいろなライブスポットに出演した。
1973年に初めてパリを旅行する。1976年には最初の詩集を出版した。1982年にワーナーパイオニアより最初のアルバム『夜と彷徨』をリリース。
1992年にフランス活動の場を移した。フランスでの最初の公演はリモネールで行われた。その後いくつもの重要なライヴハウスで歌った。大の映画狂でジャズ好きでもあり、『シネマ・ジャズ』コンサート、戦後日本のスウィング・ジャズを中心とした『ジャズ45』コンサート等を渋谷ジァンジァンなどで開催した。
1996年に映画監督デヴィッド・リンチとのコンビで知られる作曲家アンジェロ・バダラメンティと出会い、彼とニューヨークで『ルビー・ドラゴンフライズ』をレコーディングした。1998年に憧れのブッフ・デュ・ノール劇場で歌った。その後、パリ、ベルギー、東京などで公演を重ねた。
2001年にはヨーロッパで有名なジャズミュージシャンのフランシス・ロックウッドとジャン＝フィリップ・ヴィレとで、6曲構成のアルバム『TOMUYA』を製作した。
2007年フランスのポップスター（ラヴィリエ、レジーヌ、リオ、リアーヌ・フォーリー等）をデュエットの相手に『アン・ジャポネ・ア・パリ』（ヴェルーガ）をリリース。4月には殿堂オランピア劇場で公演し大成功を収め、テレビ、ラジオ、雑誌など、多くの媒体で話題となった。翌2008年9月には、26年振りに渋谷パルコ劇場にて凱旋公演を行った。

## アルバム
- 夜と彷徨（1982年、ワーナー・パイオニア／エレクトラレコード、L-12516）
- Ruby Dragonflies（1996年）
- Un Japonais à Paris - パリの日本人 -（2007年）